# 圣玛利亚城夜总会火灾
圣玛利亚城夜总会火灾（葡萄牙語：Incêndio na boate Kiss）是2013年1月27日凌晨、巴西南部南里奥格兰德州圣玛利亚城夜总会（名称为Kiss）发生的火灾事故，已造成242人死亡，168人受伤。一名警官称，乐队表演时点燃烟火导致天花板起火，当时现场约500人。夜总会仅有一个出口，人群逃生时发生冲撞、踩踏，大多数人死于窒息。死伤者大多为大学生，死者中包括120名男性和112名女性。
圣玛丽亚是一座大学城，人口大约25万。

## 调查
2013年2月1日，圣玛丽亚市警方表示，用来隔音的高度易燃的泡沫板在着火后散发出大量有毒气体，短短三分钟内充斥整个夜总会，是导致大量人员死亡的主因，许多幸存者也因吸入毒气而生病住院。警察总长阿里戈尼手持一块没有阻燃涂层的泡沫板对记者说：“如果不是这种材料，不会有人死亡。在夜总会没有泡沫板的地方，几乎没什么东西燃烧。”他还表示，灭火器有故障及只有一个堆满阻碍物的出口，也是死伤惨重的原因。

火災示意圖

## 反应
巴西总统迪爾瑪·羅塞夫从智利提前回国表示：「我要对所有巴西人和圣玛利亚城的人说，在此悲痛时刻我们团结在一起」；她宣布全国政府机构举行三天的哀悼活动。圣玛利亚城市政府设立30天的官方悼念。

## 画廊

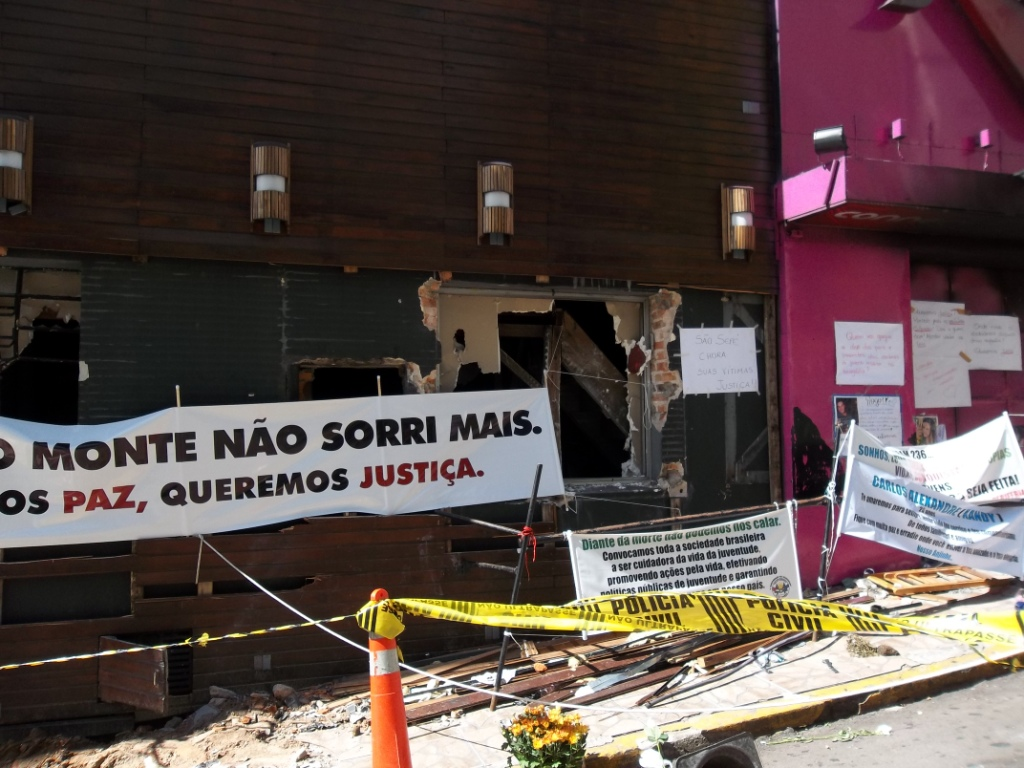
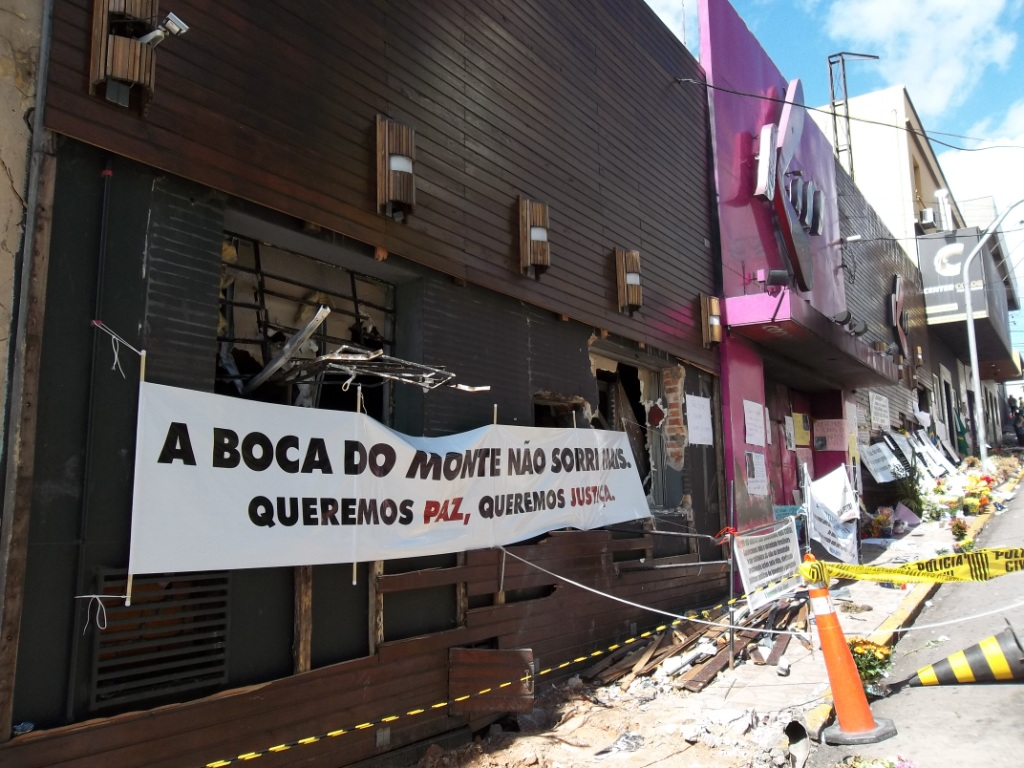
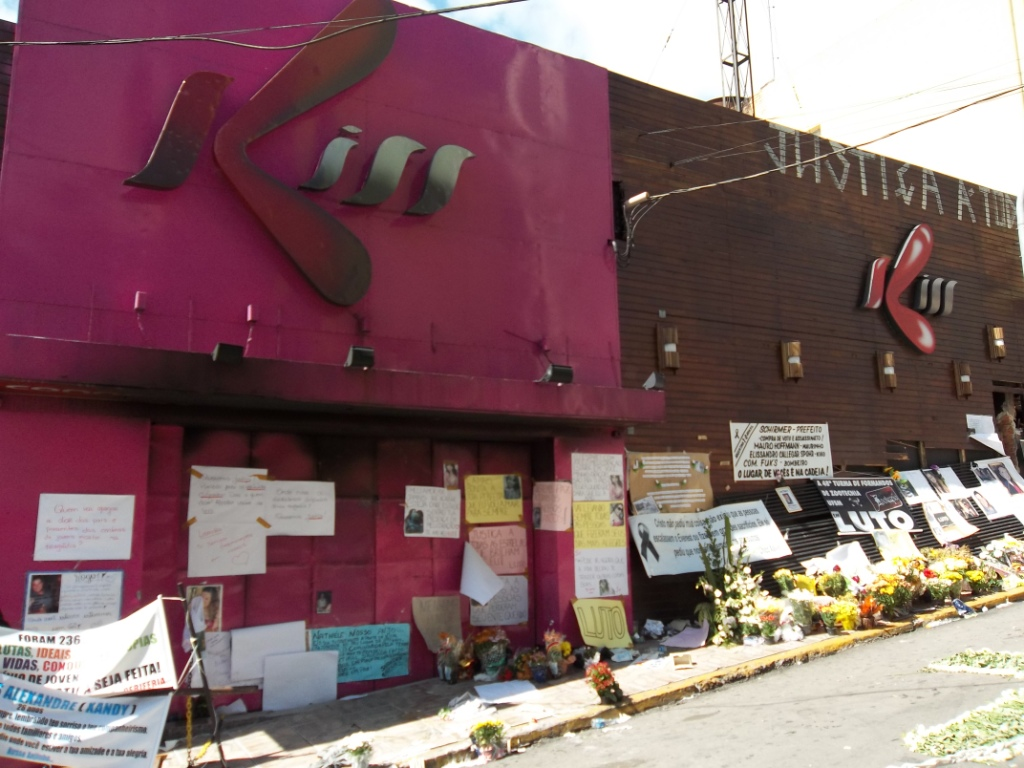
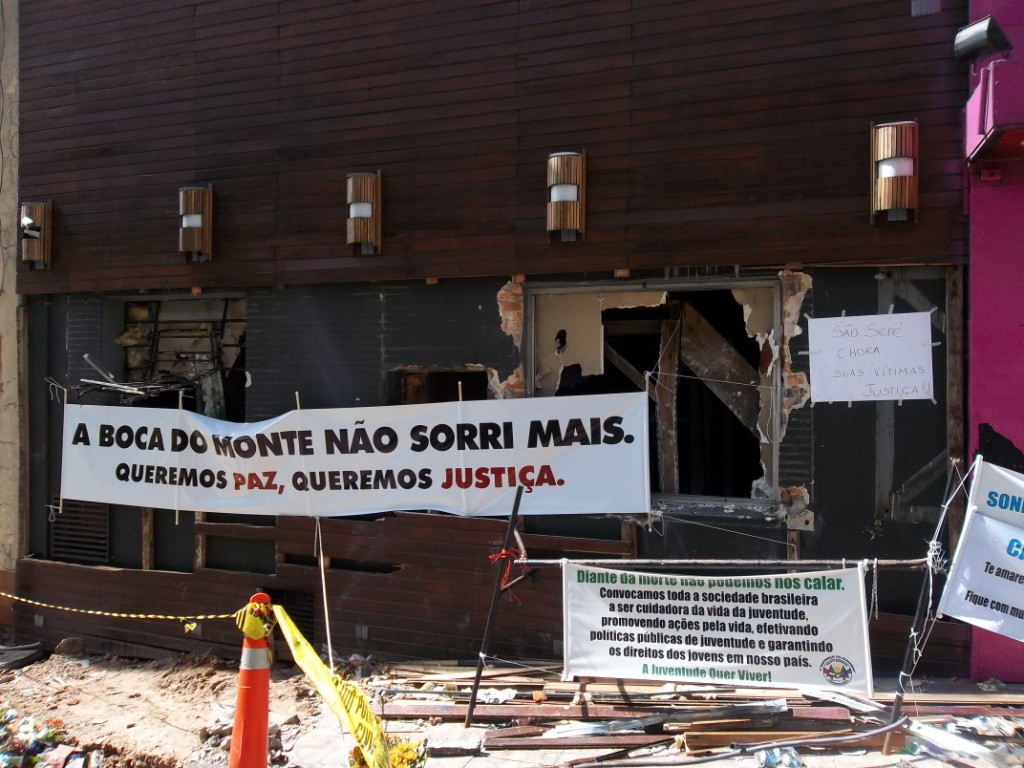
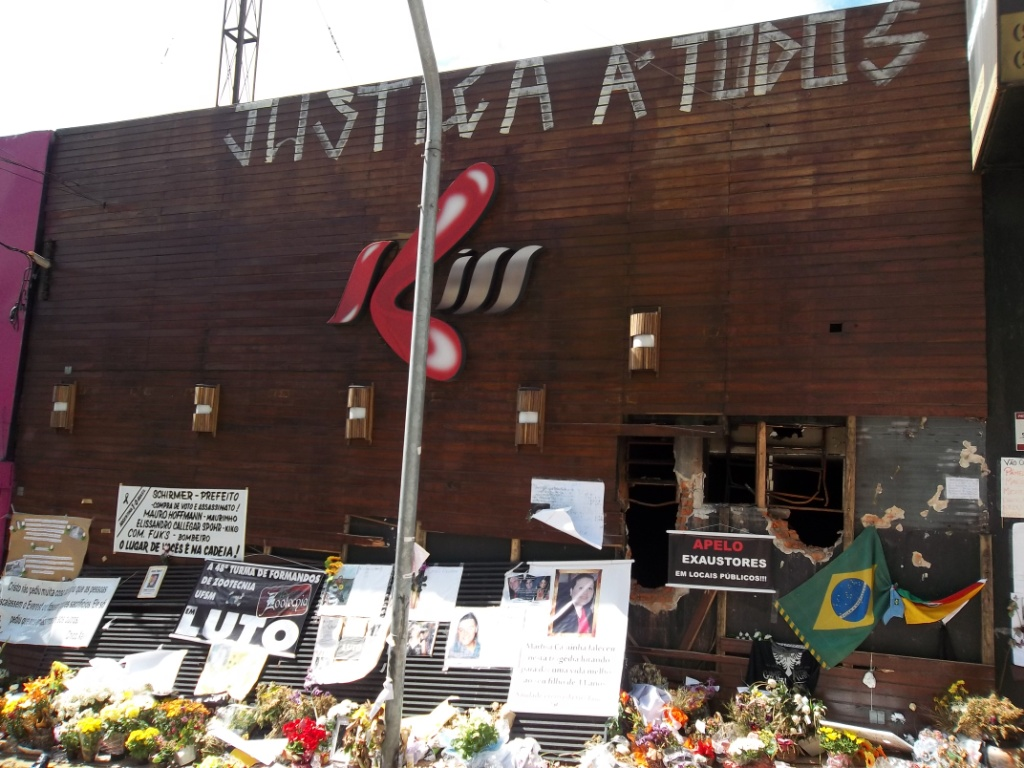
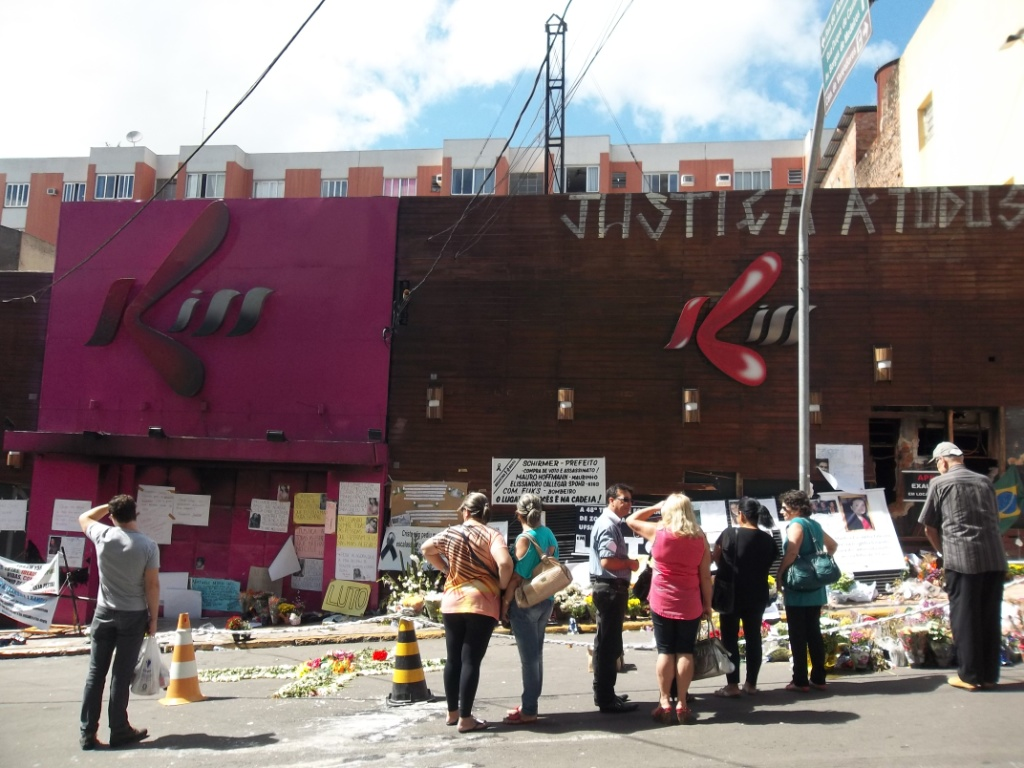
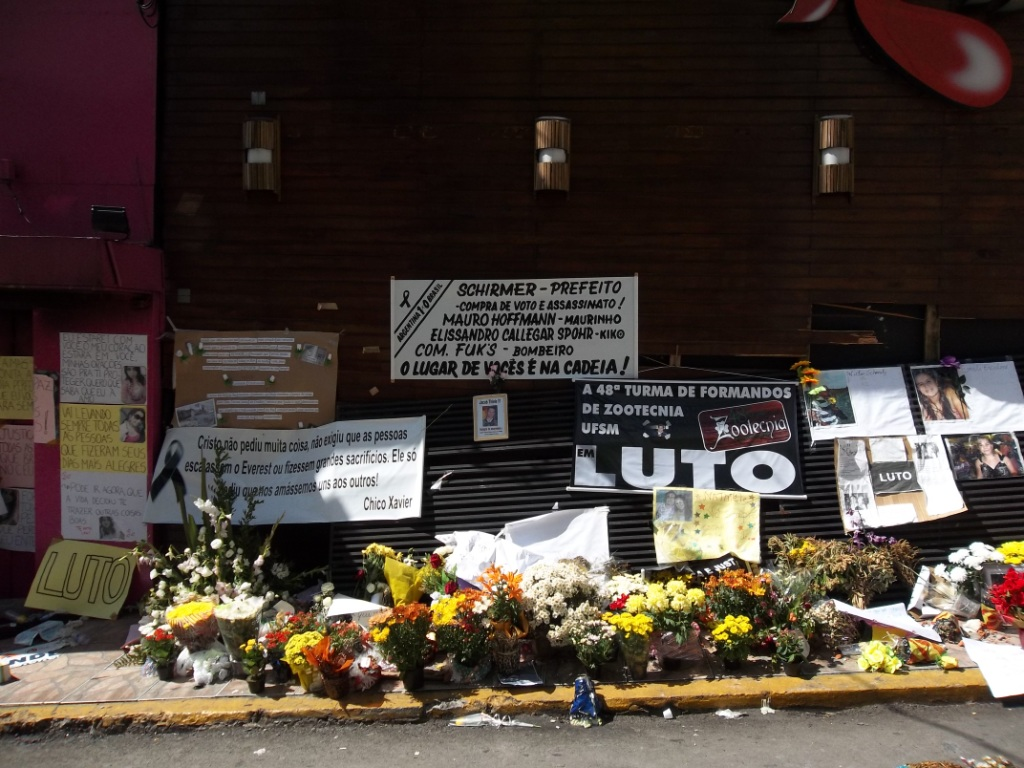
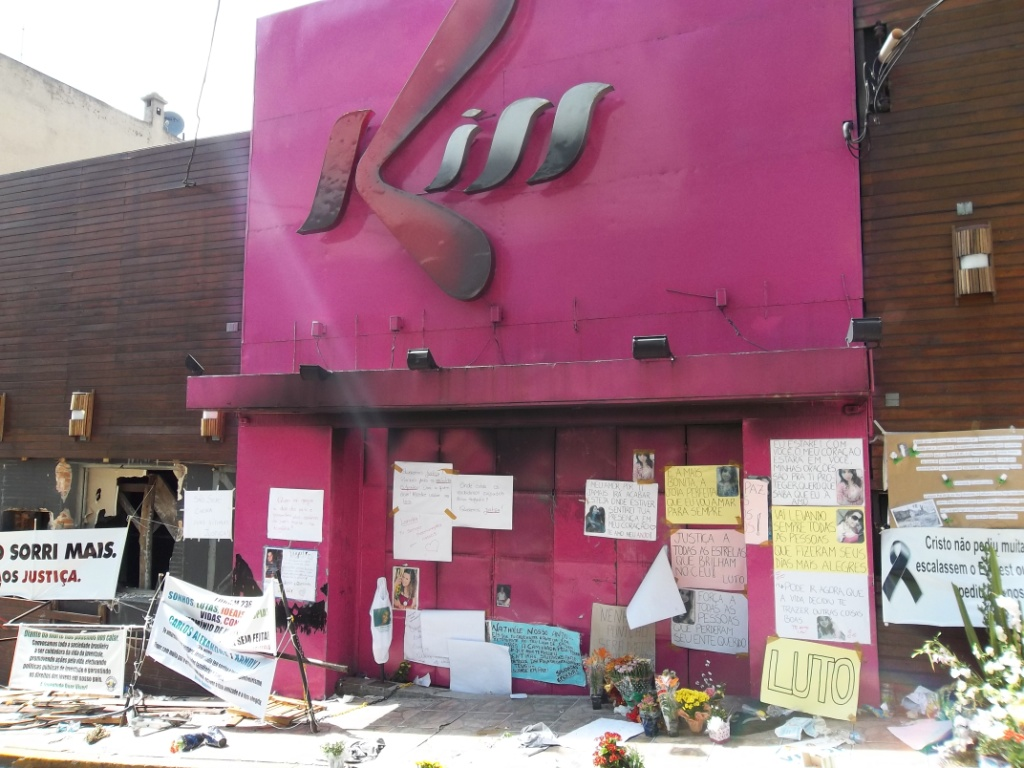
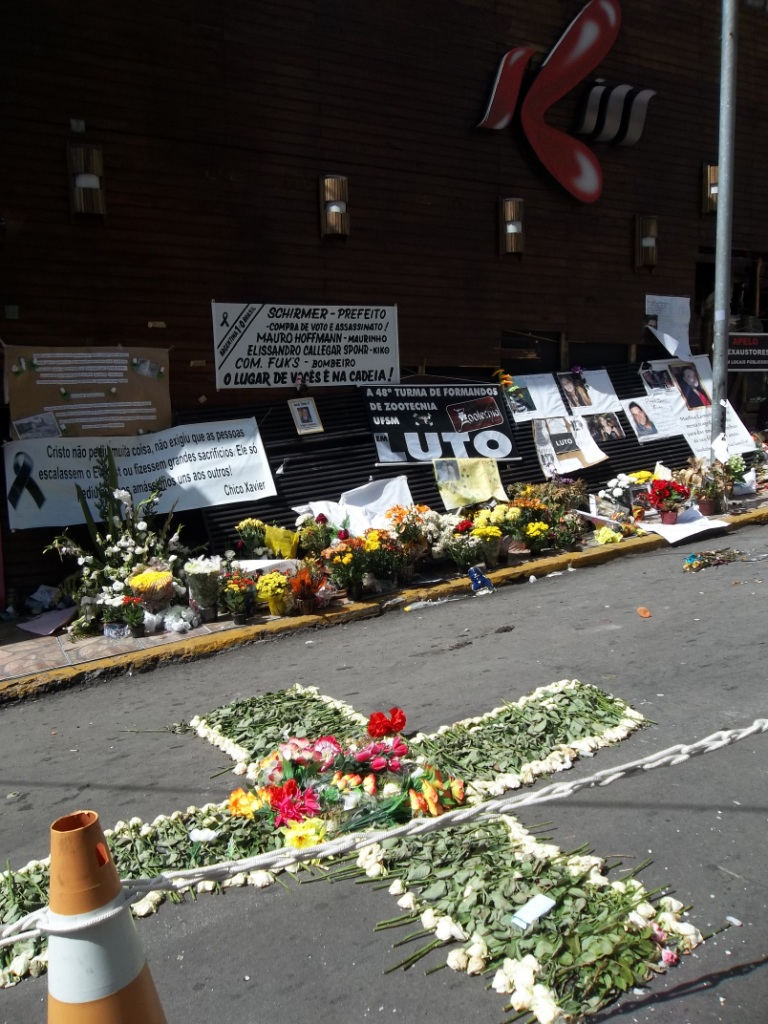
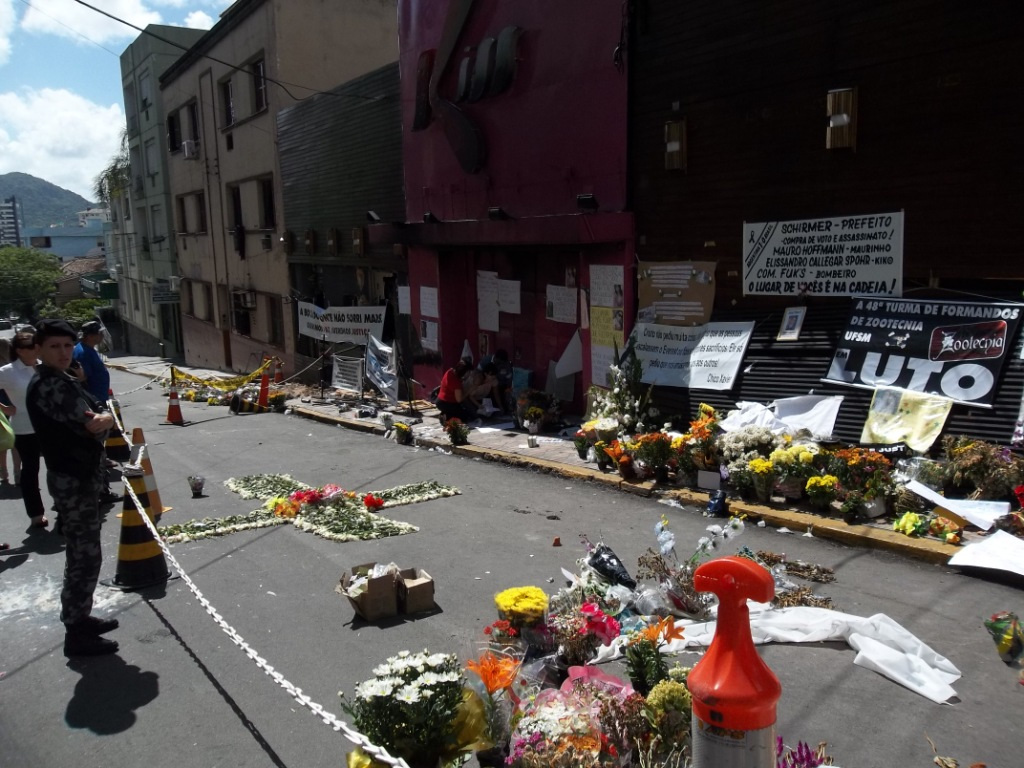
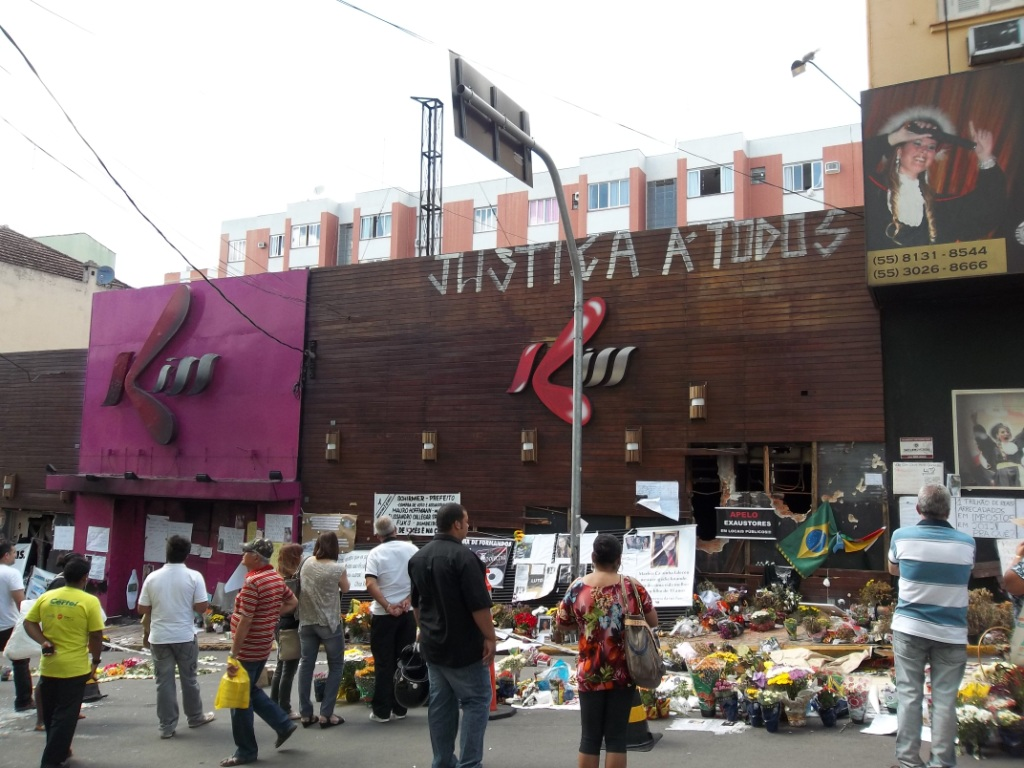
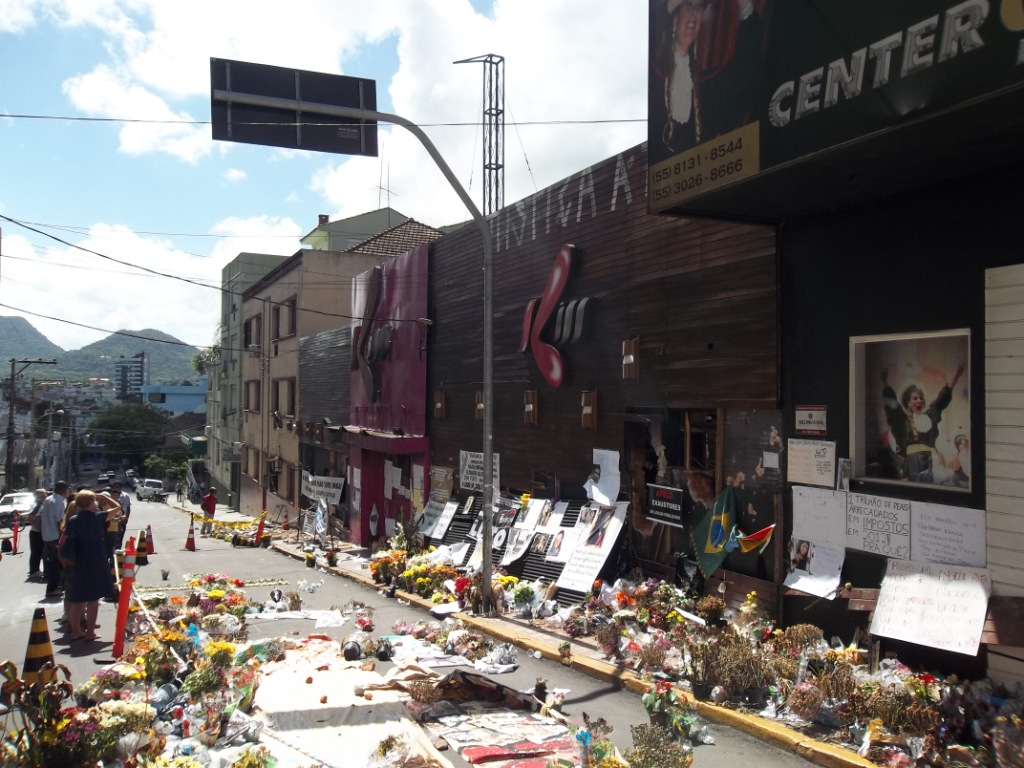